# 常高繼
常高继（1563年—？），原名高继元，萬曆四十一年改姓名，字永仁，号少江，浙江嘉兴府秀水县人，明朝政治人物。

## 生平
萬曆十九年（1591年）辛卯科浙江乡试舉人。萬曆二十六年（1598年）戊戌科進士。禮部觀政，授湖廣黃州府推官，丁憂去職。服闕，三十三年補授江西南昌府推官。万历三十九年繇推官行取任馆，为礼部主客司主事，仍候考选，四十一年改姓名常高继，四十四年升员外郎，四十七年养病。

## 家族
曾祖高阜一。祖高銮。父高名儒，庠生。母臯氏。具庆下。本生父常策；母高氏。